# English & Hanssen
English & Hanssen var et dansk ingeniørfirma i København.

## Historie
Thomas Alfred English (1819-1889) og Carl Julius Hanssen (1821-1916) grundlagde i 1849 ingeniørfirmaet English & Hanssen i København, der i 1852 i Odense byggede det første kommunale vand- og gasværk her i landet og senere vandværker og gasværker i en række danske og svenske byer. De fleste af disse blev overdraget til Det Danske Gaskompagni. Foruden til forskellige fabrikker, udtørringer og lignende anlæg lagde firmaet planen til det i Birmingham i 1880'erne udførte store anlæg til fordeling af kraft fra en centralstation ved hjælp af komprimeret luft, hvilket tiltrak sig megen og fortjent opmærksomhed. Virksomheden blev videreført af English' søn Thomas Regnar English (1853-?), men må være ophørt i begyndelsen af 1900-tallet.
1854 udgav selskabet Forslag til et Cloak-Anlæg for Kjøbenhavn, i 1860 Forslag til et Jernbanesystem for Danmark og Slesvig, i 1863 Vandforsyning til Huusbrug og Industrien populair fremstillet (Gyldendal), i 1867 Forslag til et Jernbanesystem for Sydsjælland og Øerne og samme år Yderligere Indlæg i den Sydsjællandske Jernbanesag og Om Anlæg af smalsporede Jernbaner i Danmark.

## Værker
- Odense Gasværk (1852-53)
- Flensborg Gasværk (1854)
- Helsingør Gasværk (1854)
- Aalborg Gasværk (1854)
- Randers Gasværk (1854-55)
- Assens Gasværk (1855)
- Aarhus Gasværk (1855)
- Svendborg Gasværk (1856)
- Nyborg Gasværk (1856)
- Vejle Gasværk (1858-59)
- Viborg Gasværk (1859)
- Frederiksberg Gasværk (1859-60, målerhus fredet)
- Horsens Gasværk (1859-60)
- Horsens Vandværk (1874-76)
- Kraftanlæg i Birmingham (1880'erne)
- Esbjerg Gasværk (1895-96)
- Esbjerg Vandværk (1896-97, vandtårn fredet)
- Grenaa Vandværk (1907, fredet)